# Beaune (Côte-d'Or)
Beaune is een kleine stad in het Franse departement Côte-d'Or, gelegen in het oosten van het land in de regio Bourgogne-Franche-Comté. Met 20.233 inwoners op 1 januari 2022 is Beaune de tweede stad van het departement, na Dijon. De stad wordt beschouwd als de hoofdstad van de wijnstreek Bourgogne, erkend als UNESCO-Werelderfgoed. 

## Geschiedenis

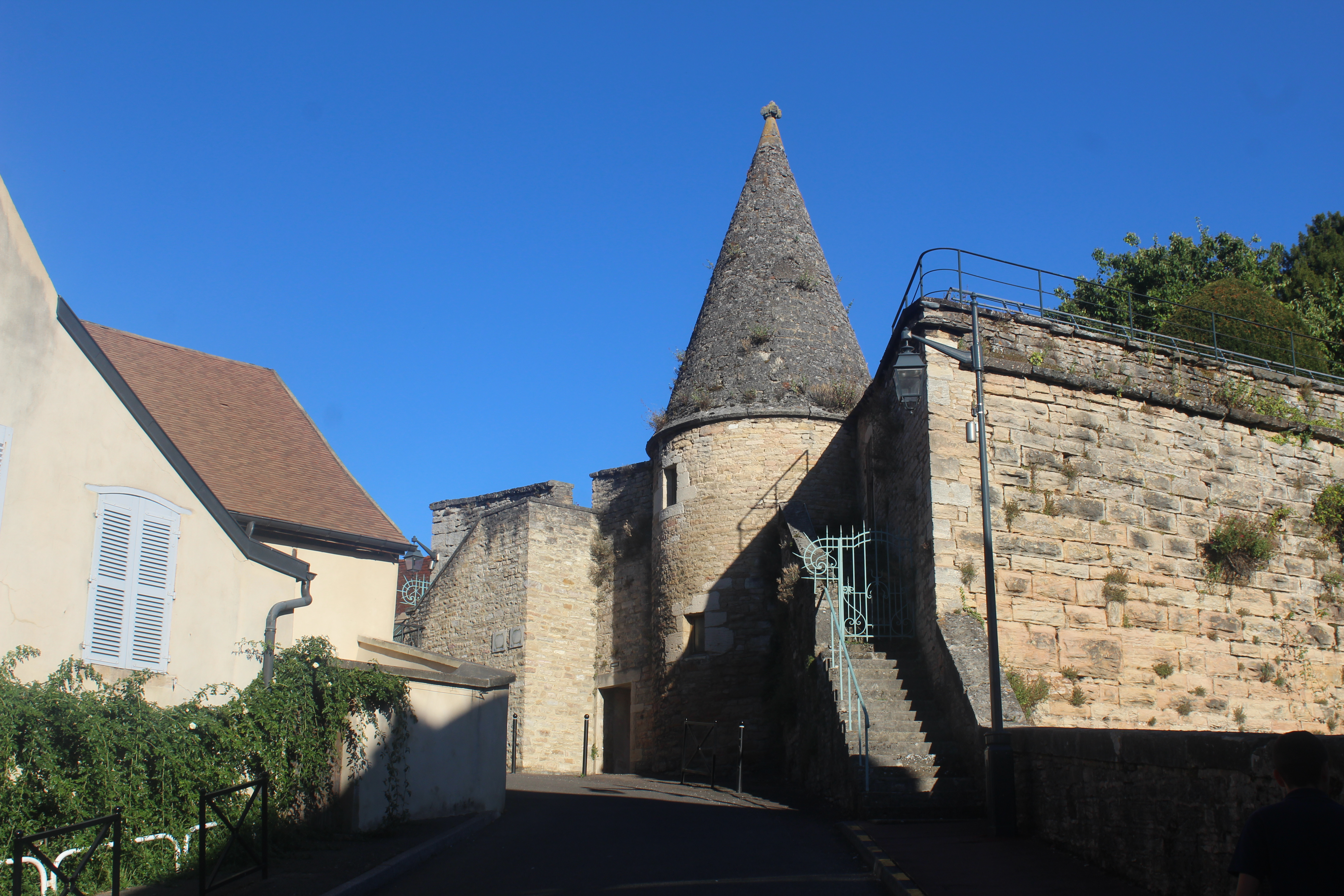
Tour des Billes en een deel van de stadsmuur

De plaats Belna ontwikkelde zich uit een Romeins legerkamp, dat gelegen was op de plaats van de huidige kerk Collégiale Notre-Dame. In de Gallo-Romeinse periode was Beaune een belangrijke plaats waar wijn en vee werden verhandeld. De stad had verschillende tempels. In de 3e en de 4e eeuw trok de stad zich terug achter een stadsmuur als bescherming tegen barbaarse invallen. Deze muur had een omtrek van 450 meter en omringde een gebied van 2 ha.
In de vroege middeleeuwen ontstonden vanuit dit ommuurde centrum waar maar plaats was voor ongeveer 1000 inwoners enkele buitenwijken.
De kapittelkerk Collégiale Notre-Dame werd gebouwd in de 12e en 13e eeuw eeuw. In die tijd werd de stad ook voorzien van een nieuwe, grotere stadsmuur. In 1203 kreeg Beaune stadsrechten van de hertog van Bourgondië. Hertog Hugo III van Bourgondië stichtte aan het einde van de 12e eeuw een nieuw dorp en parochie net buiten de stadsmuren, Saint-Nicolas. Het Parlement van Bourgondië (de Jours Généraux) kwam voor het eerst samen in Beaune in 1227. De hertogen van Bourgondië bouwden hun paleis in Beaune in de 14e eeuw.
Na 1477 werd Beaune Frans maar de stad koos de zijde van Maria van Bourgondië, dochter van de overleden Karel de Stoute. Na een beleg van zes weken werd de stad in 1478 ingenomen door de Fransen en de bevolking kreeg een hoge boete opgelegd. Als stad op amper 30 km van de grens met Franche-Comté liet koning Lodewijk XI de stad versterken. Het kasteel van Beaune werd gebouwd, deels ook om de bevolking van de stad onder bedwang te houden.
Tijdens de godsdienstoorlogen steunde de stad koning Hendrik IV en aanhangers van de Heilige Liga, die zich verschanst hadden in het kasteel, werden uit de stad verbannen. In 1636 werden de buitenwijken van Beaune geplunderd door de troepen van Matthias Gallas, maar hij kon de stad niet innemen. Na de intrekking van het Edict van Nantes in 1685 verlieten veel hugenoten de stad. Dit waren voor een groot deel ambachtslieden (wevers en leerbewerkers) en dit leidde tot een economische neergang. In de 18e eeuw leefde de handel weer op. De stadsmuren die hun militair nut hadden verloren en als hinderlijk voor de ontwikkeling van de stad werden aanzien, werden in de loop van de 18e en 19e eeuw deels afgebroken. Maar het grootste deel bleef bewaard.
In 1918 opende het Amerikaanse leger een militair hospitaal buiten Beaune, langs de spoorweg. Het hospitaal had 10.000 bedden en was operationeel vanaf september 1918. Na de wapenstilstand werd het kamp tijdelijk omgevormd tot universiteit voor Amerikaanse militairen in Europa. In 1919 werd het kamp gesloten en de barakken werden afgebroken of hergebruikt als woningen of werkplaatsen. De naam bleef bewaard in de wijk Le Camp Américain.
In 1971 werd een nieuw, modern ziekenhuis geopend buiten het stadscentrum, het Centre Hospitalier Philippe le Bon, ter vervanging van het middeleeuwse Hôtel-Dieu.

## Geografie
De oppervlakte van Beaune bedroeg op 1 januari 2022 31,3 vierkante kilometer; de bevolkingsdichtheid was toen 646,4 inwoners per km².
De onderstaande kaart toont de ligging van Beaune met de belangrijkste infrastructuur en aangrenzende gemeenten.

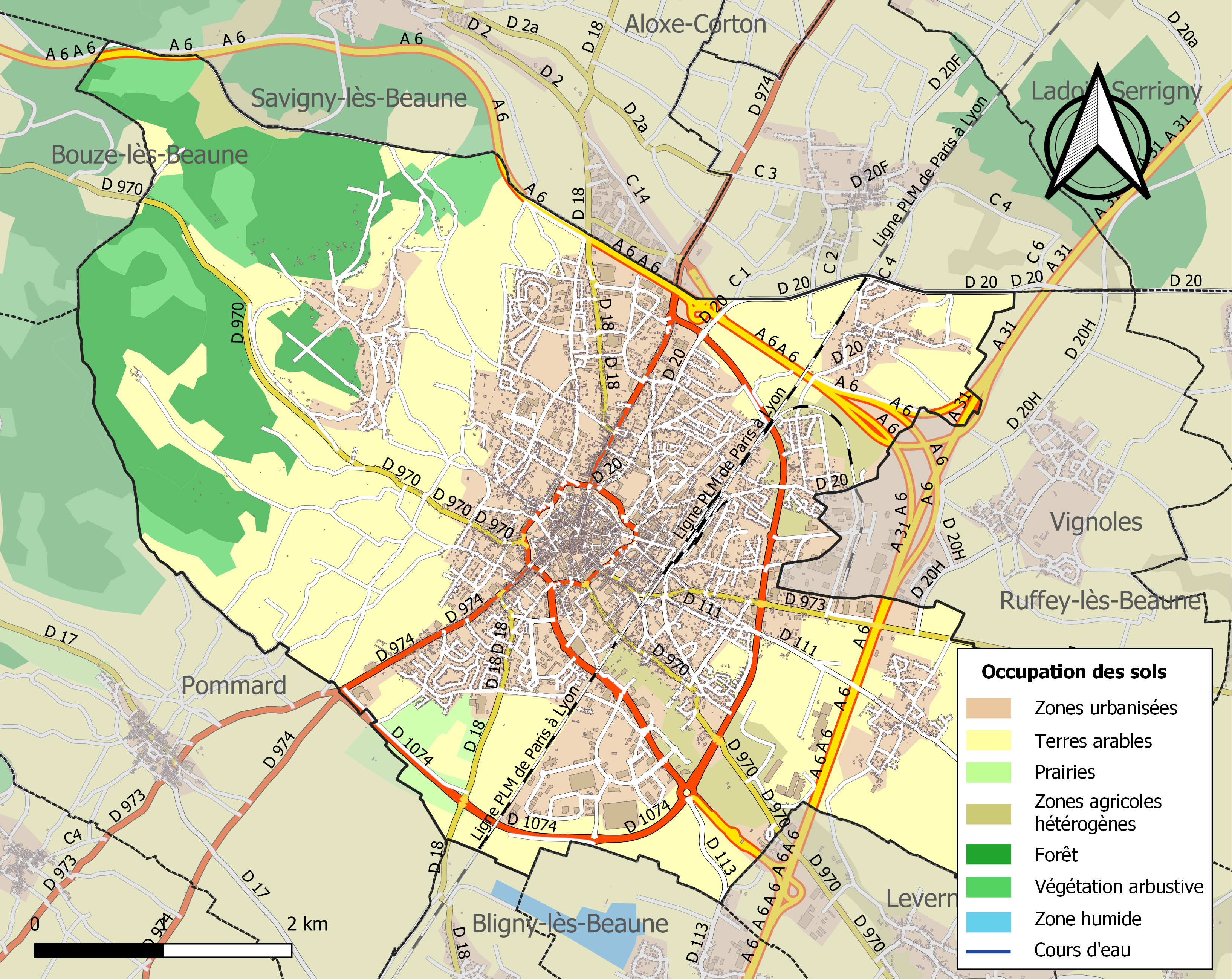

## Demografie
Verloop van het inwonertal sinds 1962:

## Bezienswaardigheden

### Hospices de Beaune

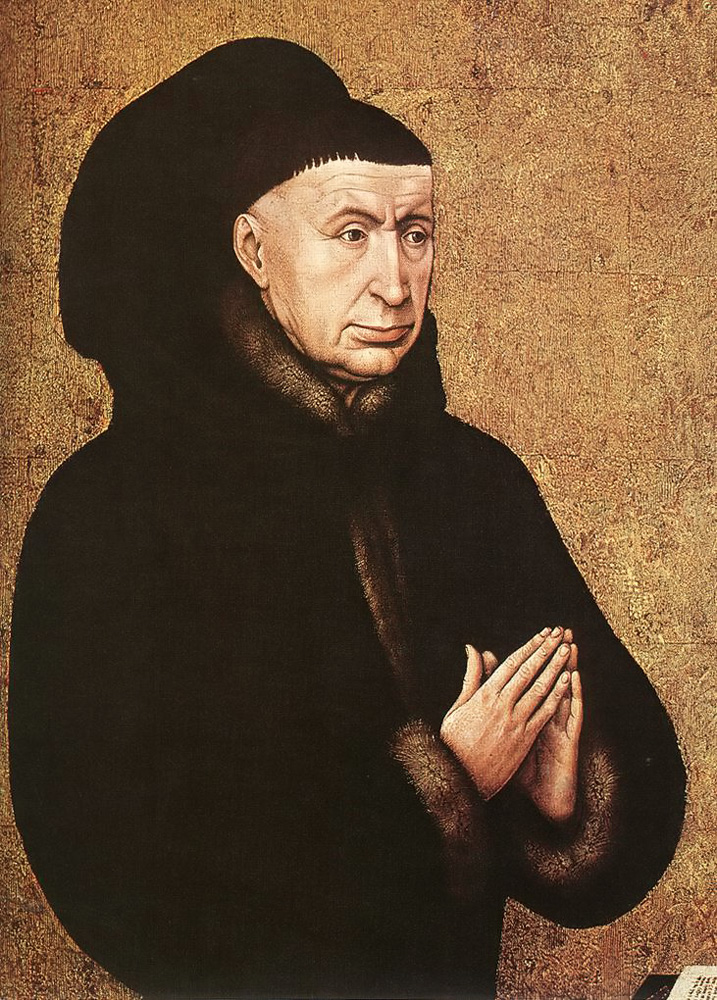
Nicolas Rolin, stichter van het Hôtel-Dieu

Het gebied rond Beaune staat bekend om zijn wijnen en om zijn jaarlijkse wijnverkopen georganiseerd door de Hospices de Beaune. Deze organisatie werd gesticht in 1442 door Nicolas Rolin, kanselier van de hertog van Bourgondië, en zijn vrouw. Dankzij giften in het verleden bezit deze organisatie wijngaarden in de beroemdste delen van Bourgondië.
Het Hôtel-Dieu van Beaune is de bekendste bezienswaardigheid van het stadje. Het gebouw dateert uit de 15e eeuw en werd nog tot 1971 als ziekenhuis gebruikt. De grote ziekenzaal vormt een geheel met de kapel, zodat de zieken vanuit hun bed de mis kunnen volgen. In het gebouw bevindt zich het veelluik met het Laatste Oordeel door Rogier van der Weyden.

### Andere
Andere bezienswaardigheden zijn:
- Basilique collégiale Notre-Dame (12e eeuw), een romaanse kerk in de stijl van Cluny.
- Musée du Vin de Bourgogne, museum in het voormalig paleis van de hertogen van Bourgondië (14e-16e eeuw).
- Musée des Beaux-Arts.
- Bibliothèque Gaspard Monge in het voormalig miniemenklooster.
- Overblijfselen van de stadsomwalling van Beaune met de Porte Saint-Nicolas.

### Afbeeldingen

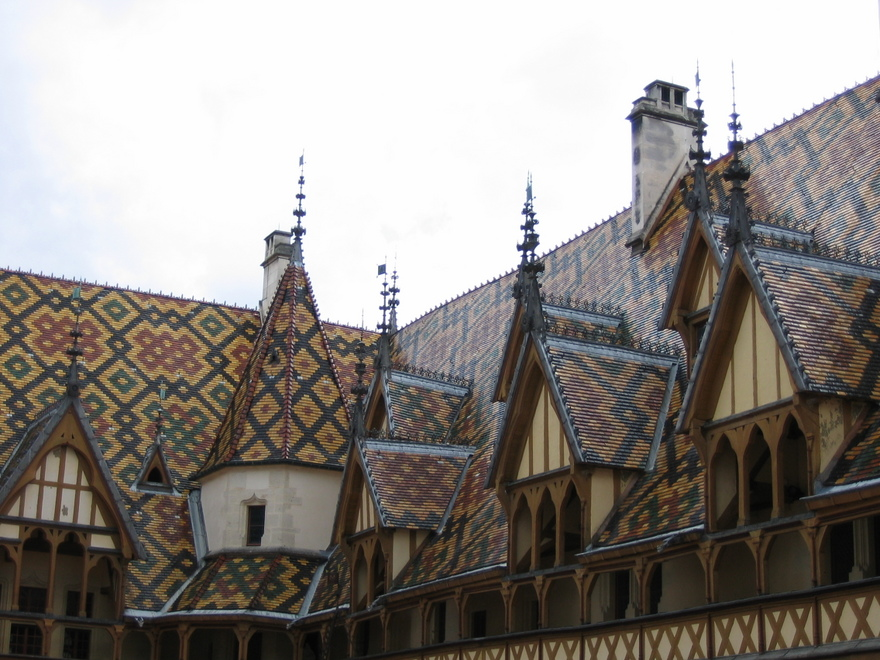
Dak van het Hôtel-Dieu
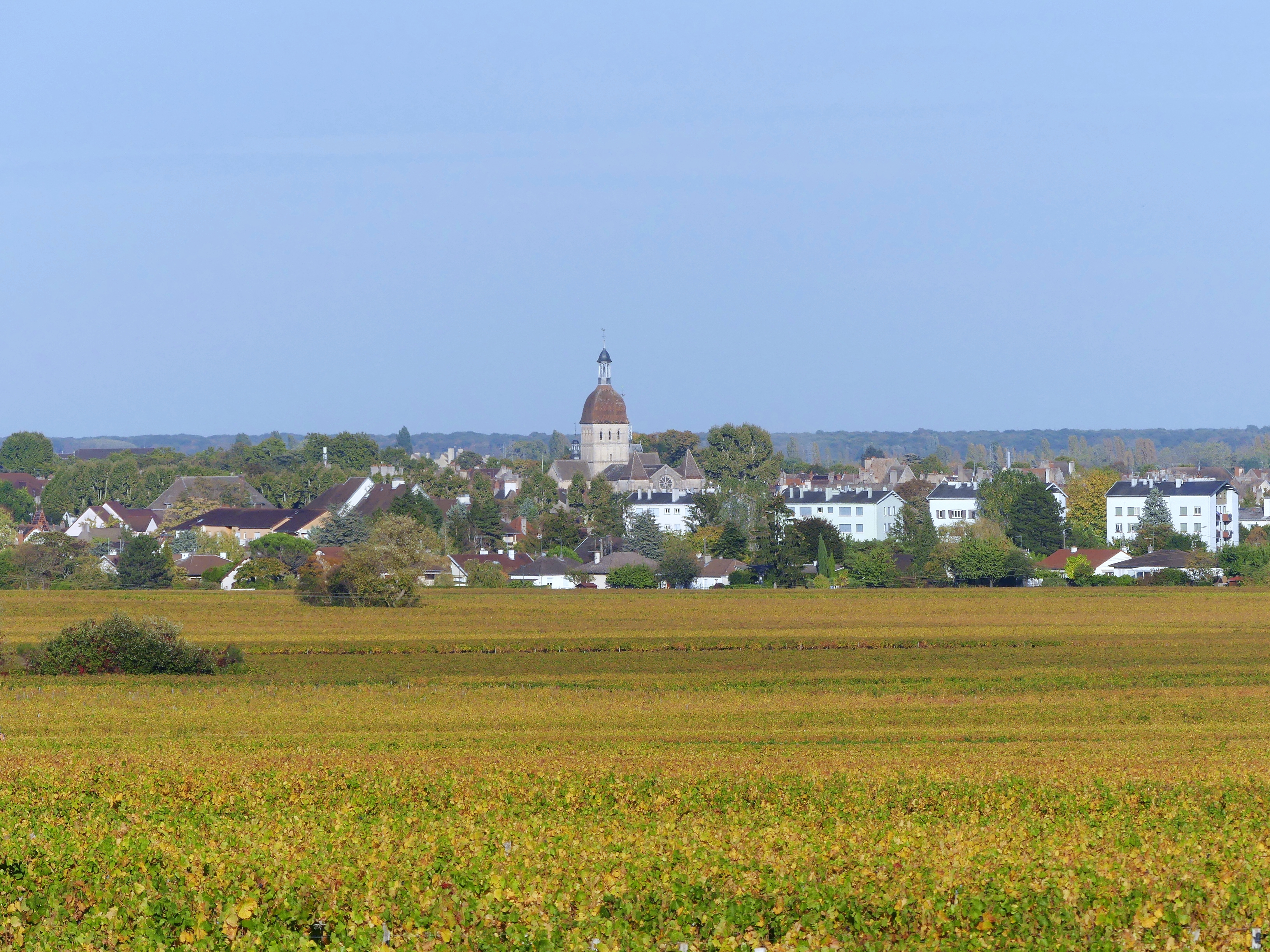
Wijngaarden bij Beaune
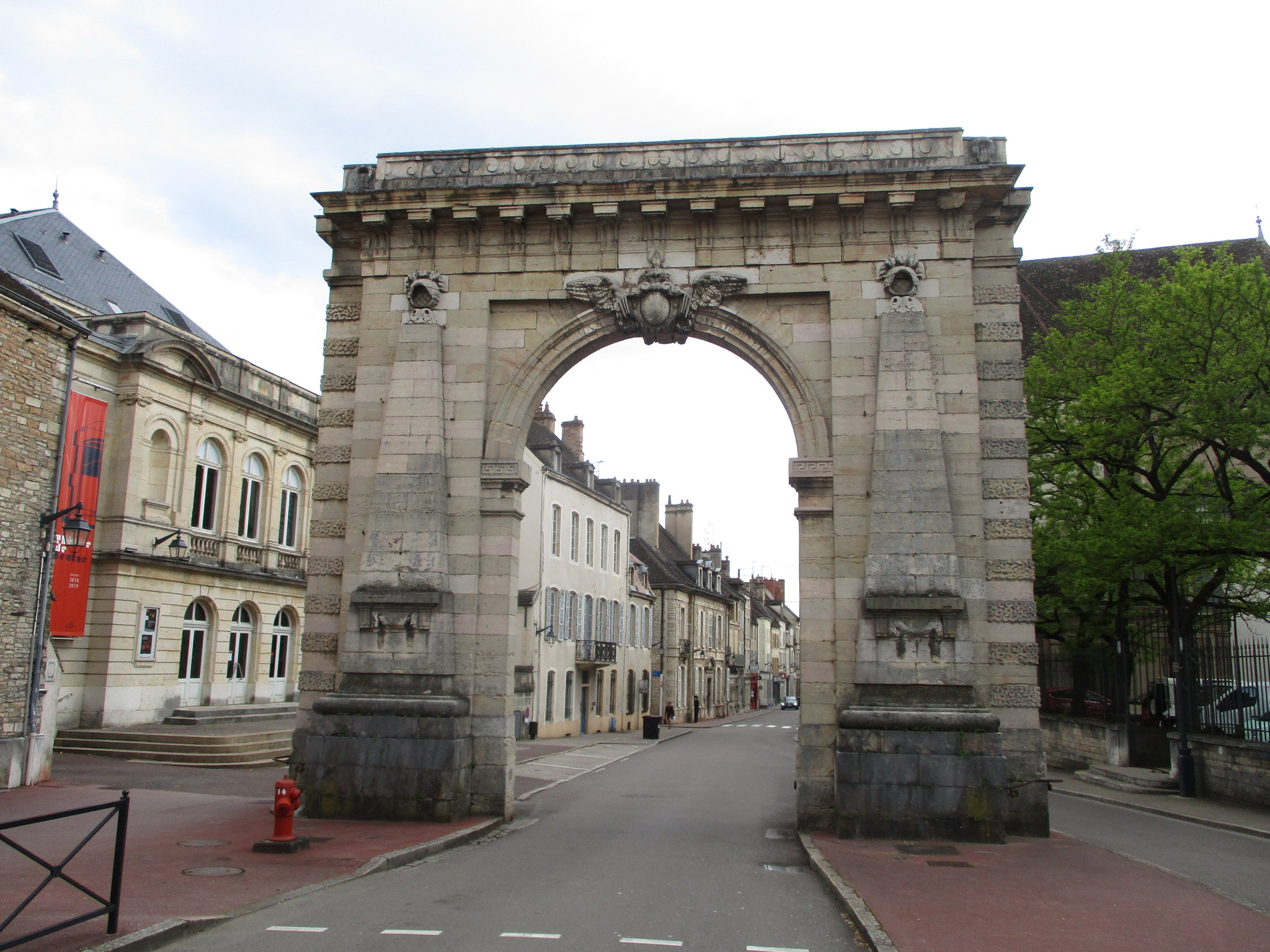
Porte Saint-Nicolas
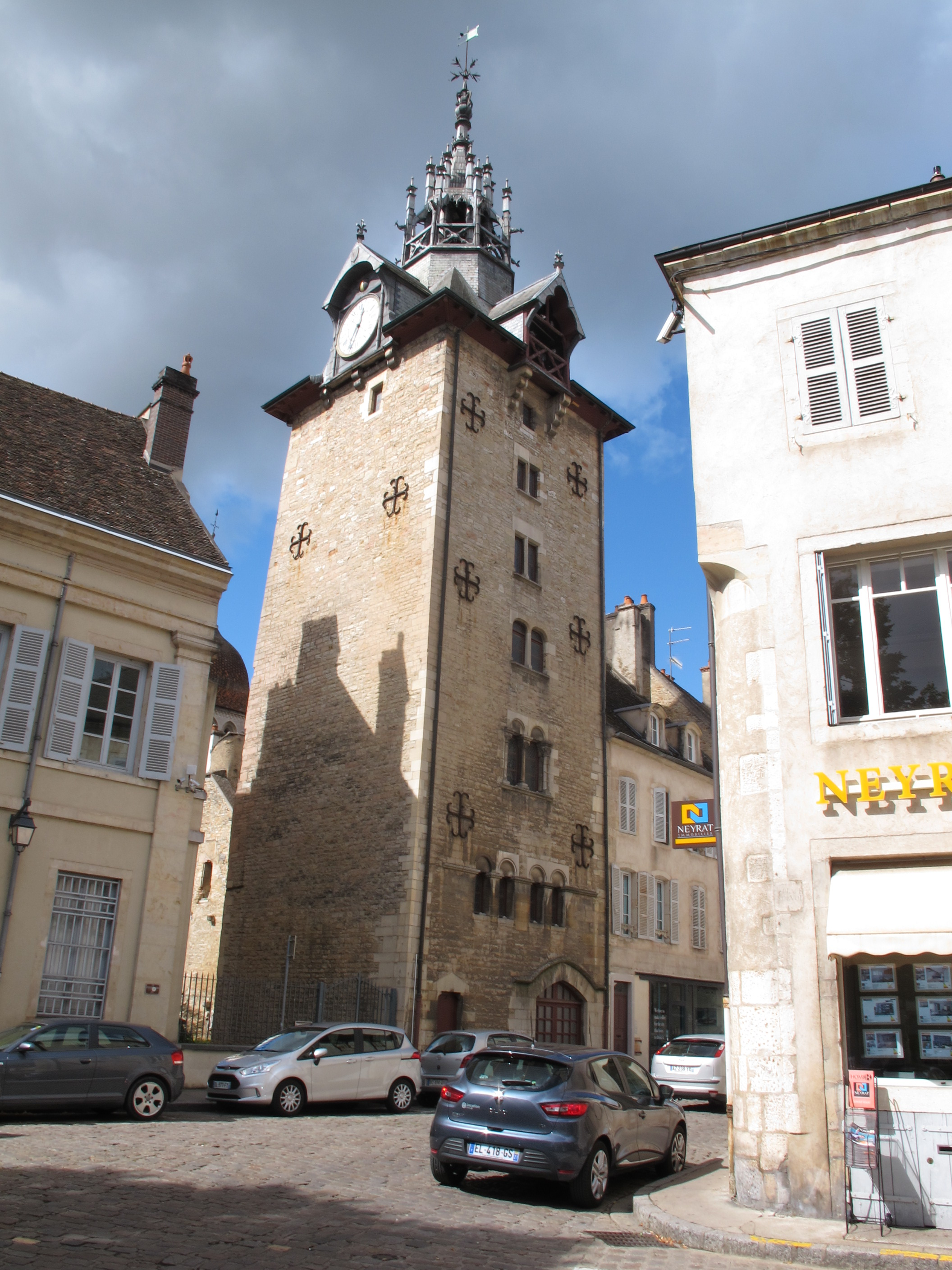
Tour de l'horloge
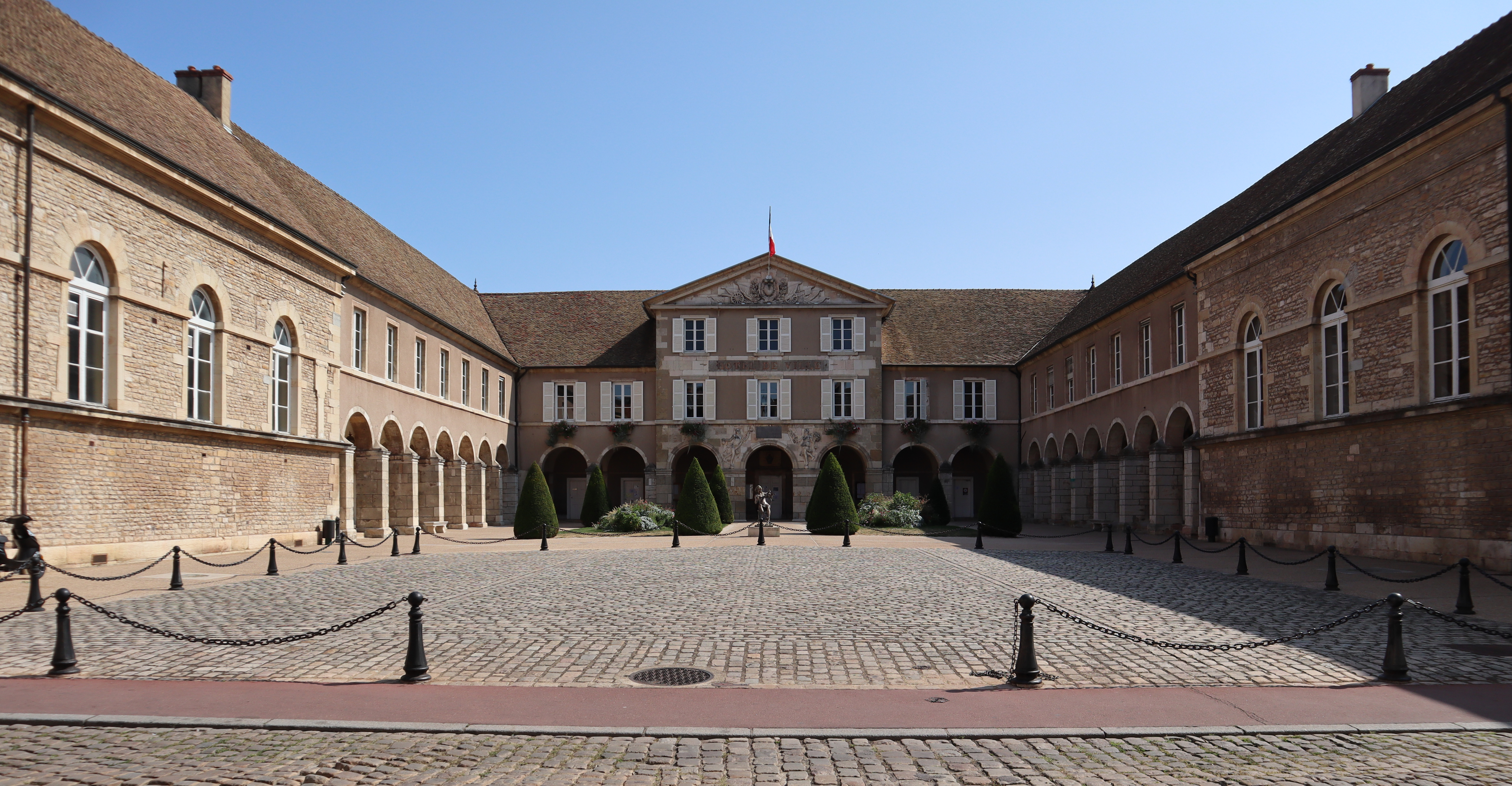
Gemeentehuis
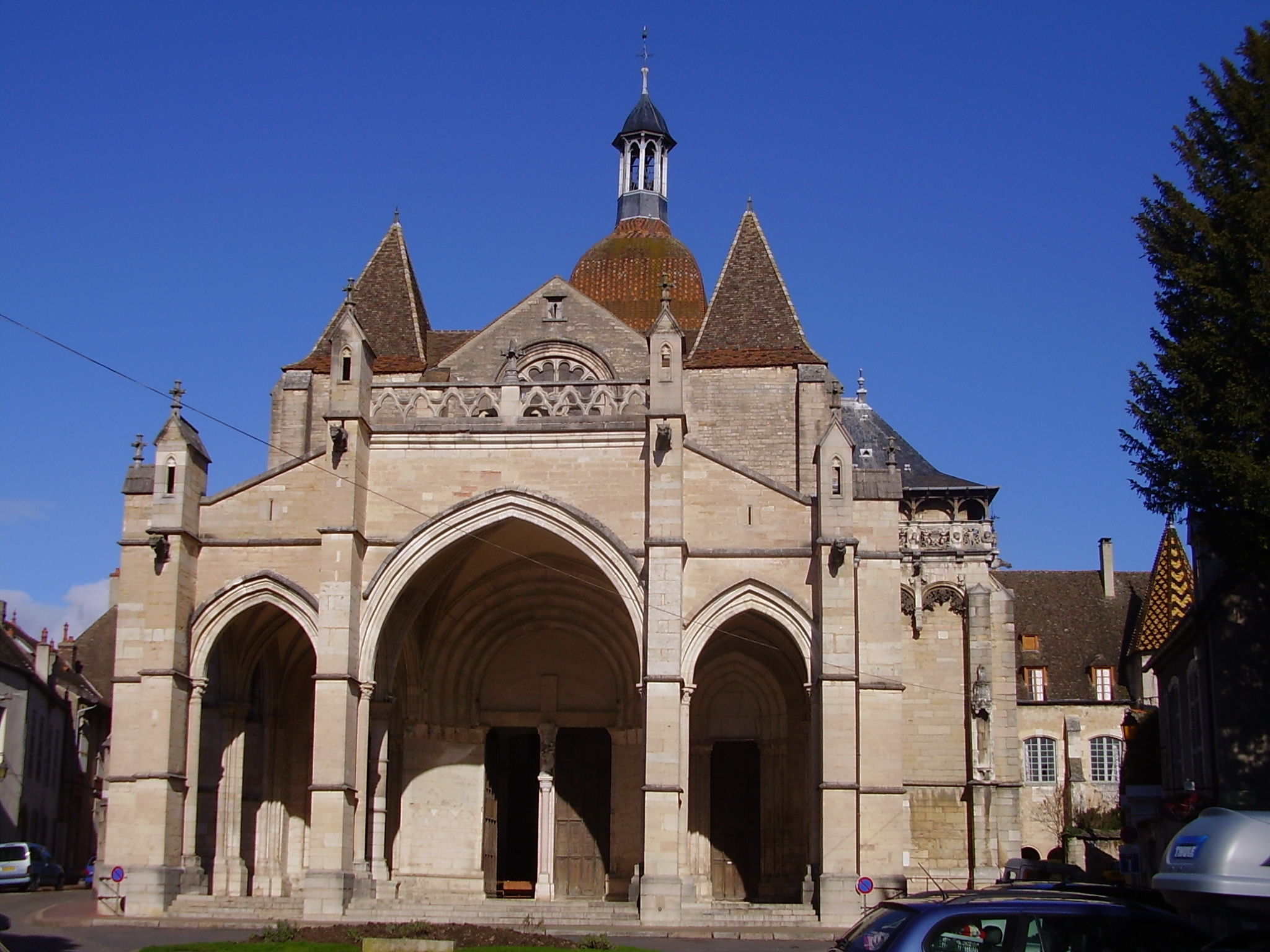
Basilique collégiale Notre-Dame
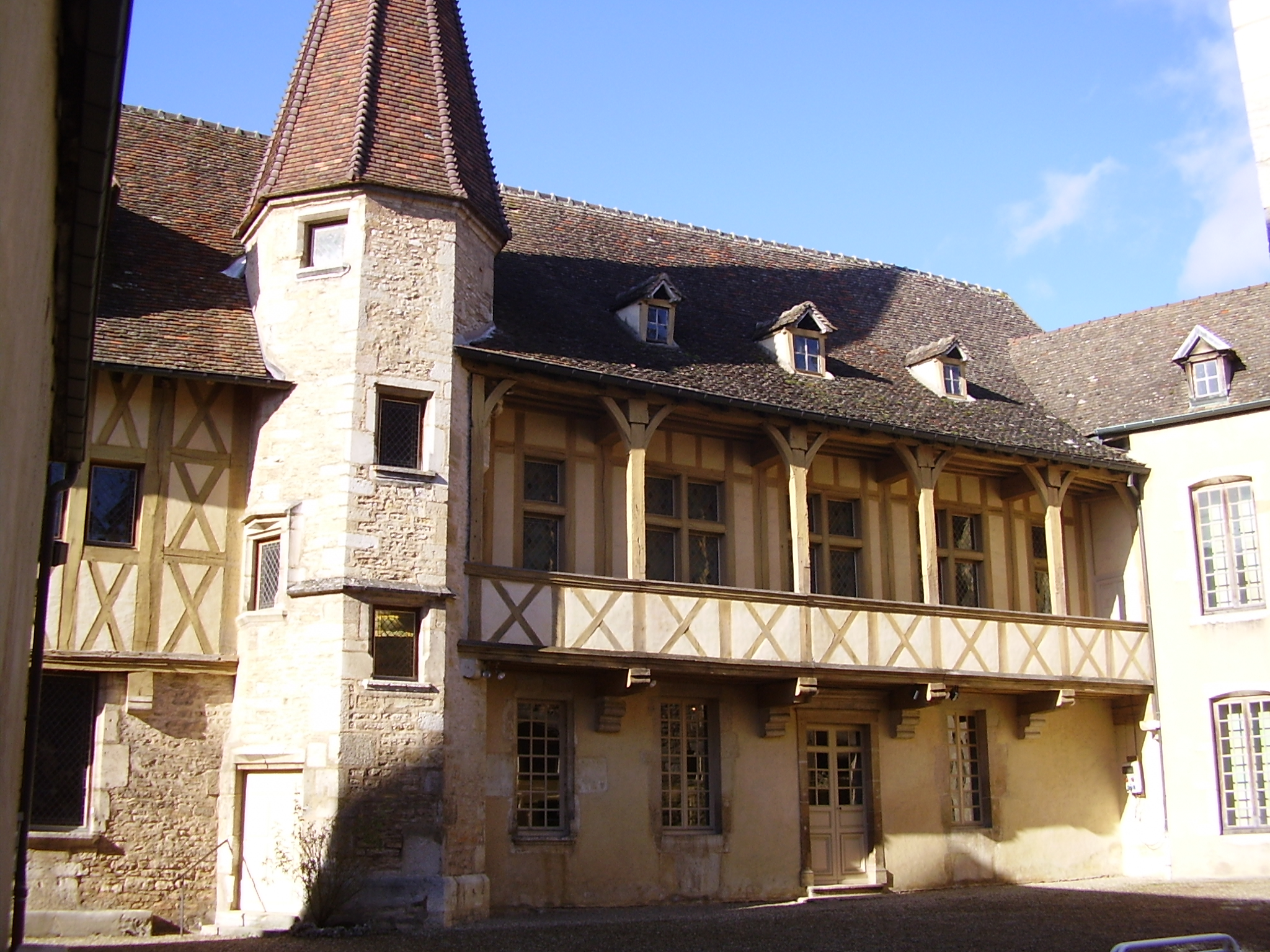
Paleis van de hertogen van Bourgondië
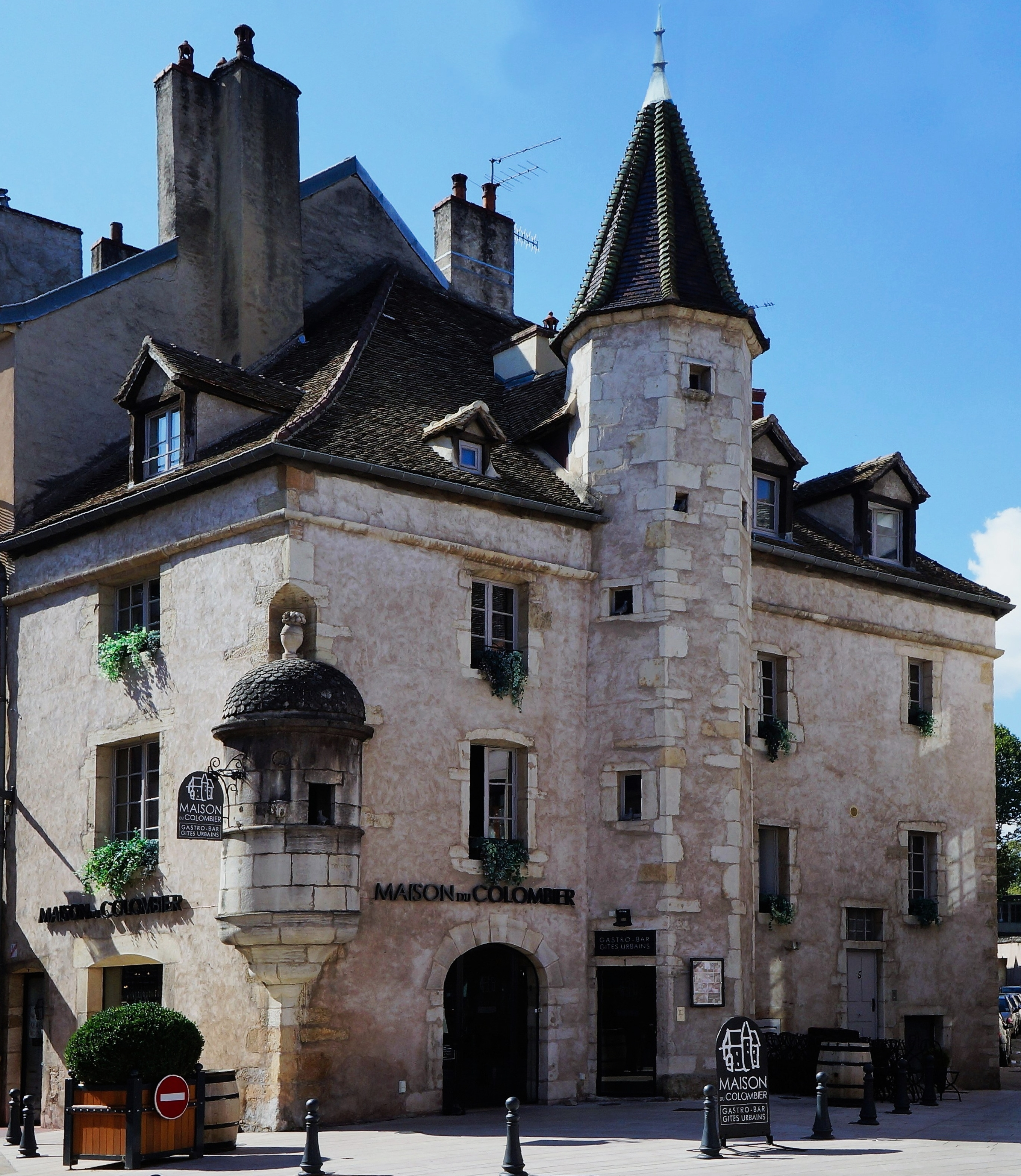
Hoekwachttoren van het Maison du Colombier
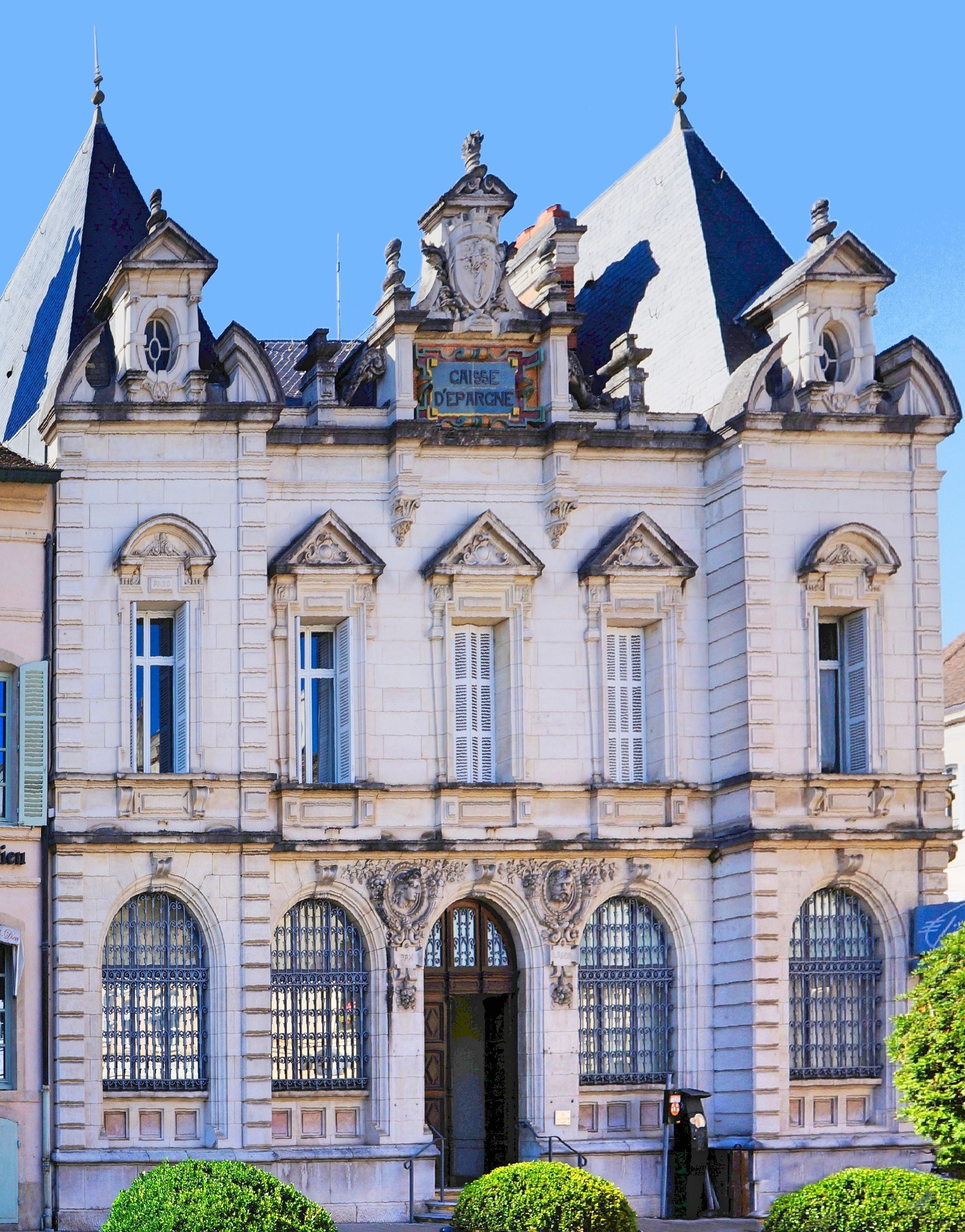
Spaarbank Beaune

## Geboren
- Gaspard Monge (1746-1818), wiskundige
- Félix Ziem (1821-1911), kunstschilder
- Édouard Fraisse (1880-1945), beeldhouwer, graveur en medailleur
- Bruno Latour (1947-2022), filosoof en socioloog